# Liste des numéros spéciaux de la saga du clone
Pour un article plus général, voir Liste des épisodes de Spider-Man.
La liste des numéros spéciaux de la saga du clone est une liste rassemblant des comic books dans l'univers de Spider-Man.
La saga du clone a été émaillée par des numéros spéciaux et des séries limitées nécessaires à la compréhension de l'intrigue principale.

## Funeral for an Octopus
Funeral for an Octopus est une série limitée en trois numéros, qui s'intègre à partir de Spectacular Spider-Man #221.
| | | | | |
| 1 | (Eight Arms Beyond the Grave)                                                                           | Tom Brevoort et Mike Kanterovich                                                                        | Stewart Johnson                                                                                         | Janvier 1995                                                                                            |
| Peter se rend à l'enterrement d'Otto Octavius. Scarlet Spider attaque le Vautour, mais il réussit à s'échapper et part retrouver Mystério, le Hobgoblin et Électro. Ils sont payés par Elias Hargrove, qui souhaite récupérer les notes et les équipements d'Octavius, qui ont été confisqués par l’État. Scarlet Spider fait irruption dans leur repaire. | | | | |
| Remarque | Ce numéro est précédé par SSM #221. Il trouve sa suite dans Funeral for an Octopus #2.                  | Ce numéro est précédé par SSM #221. Il trouve sa suite dans Funeral for an Octopus #2.                  | Ce numéro est précédé par SSM #221. Il trouve sa suite dans Funeral for an Octopus #2.                  | Ce numéro est précédé par SSM #221. Il trouve sa suite dans Funeral for an Octopus #2.                  |
| | | | | |
| 2 | (Armed and Dangerous)                                                                                   | Tom Brevoort et Mike Kanterovich                                                                        | Stewart Johnson                                                                                         | Février 1995                                                                                            |
| Scarlet Spider se bat contre les derniers des Sinister Six, mais ils réussissent à s'échapper et à attaquer la zone militaire où sont gardés les tentacules d'Octopus. Spider-Man arrive à temps et prend contrôle des bras mécaniques de son ancien ennemi. Kaine intervient et s'apprête à tuer Mystério.                                                | | | | |
| Remarque | Ce numéro est précédé par Funeral for an Octopus #1. Il trouve sa suite dans Funeral for an Octopus #3. | Ce numéro est précédé par Funeral for an Octopus #1. Il trouve sa suite dans Funeral for an Octopus #3. | Ce numéro est précédé par Funeral for an Octopus #1. Il trouve sa suite dans Funeral for an Octopus #3. | Ce numéro est précédé par Funeral for an Octopus #1. Il trouve sa suite dans Funeral for an Octopus #3. |
| | | | | |
| 3 | (A Farewell to Arms)                                                                                    | Tom Brevoort et Mike Kanterovich                                                                        | Stewart Johnson                                                                                         | Mars 1995                                                                                               |
| Spider-Man n'arrive plus à contrôler les bras mécaniques d'Octopus et doit se défendre face aux attaques de l'armée, qui a été prévenue du vol des tentacules. Kaine doit fuir Spider-Man afin qu'il ne le voie pas, et épargne ainsi Électro. Scarlet Spider et Spider-Man coopèrent sans le savoir. Ce qu'il reste des Sinister Six s'enfuit.            | | | | |
| Remarque | Ce numéro est précédé par Funeral for an Octopus #2. Il trouve sa suite dans Spider-Man Unlimited #8.   | Ce numéro est précédé par Funeral for an Octopus #2. Il trouve sa suite dans Spider-Man Unlimited #8.   | Ce numéro est précédé par Funeral for an Octopus #2. Il trouve sa suite dans Spider-Man Unlimited #8.   | Ce numéro est précédé par Funeral for an Octopus #2. Il trouve sa suite dans Spider-Man Unlimited #8.   |

## Spider-Man: Maximum Clonage
Spider-Man: Maximum Clonage est un arc narratif pour lequel a été créé une nouvelle série de comics, qui n'a connu que deux numéros. Le premier a porté le nom de Spider-Man: Maximum Clonage Alpha, et le second, Omega.
| | | | | |
| 1 | (Maximum Clonage, Part One: ...And the Jackal Cries, 'Death!)                                                                                  | Tom DeFalco et Todd Dezago | Ron Lim | Juin 1995 |
| Peter subit le contrechoc de la nouvelle : il est le clone, et Ben était en réalité l'original. Le clone de Peter, qui travaille avec le Chacal, se rend dans un parc où jouent des enfants, et ouvre une cuve relâche un virus dans l'air. Il s'agit d'une variante du virus Carrion, préparée par le Chacal. Ce dernier a pour objectif de remplacer la population par des clones. Ben essaie de retrouver Peter et parle avec Mary Jane. Les New Warriors mènent l'enquête pour retrouver celui qui a volé le laboratoire en génétique, mais s'attaquent à Scarlet Spider et non à Spidercide. Kaine est emmené en prison, mais, ayant à nouveau une vision de la mort prochaine de Mary Jane, se libère et s'enfuit. Le Chacal propose à Spider-Man de travailler avec lui, maintenant que sa vie n'a plus aucun sens. | | | | |
| Remarque | Ce numéro est précédé par New Warriors #61. Il trouve sa suite dans WSM #127.                                                                  | Ce numéro est précédé par New Warriors #61. Il trouve sa suite dans WSM #127.                                                                  | Ce numéro est précédé par New Warriors #61. Il trouve sa suite dans WSM #127.                                                                  | Ce numéro est précédé par New Warriors #61. Il trouve sa suite dans WSM #127.                                                                  |
| | | | | |
| 2 | (Maximum Clonage, Conclusion: The End of the Beginning)                                                                                        | Tom Lyle | Robert Brown, Roy Burdine, Mark Bagley et Tom Lyle                                                                                             | Juillet 1995 |
| Peter se trouve dans son appartement, avec Mary Jane et Gwen. Il hésite à reprendre son ancienne vie, à laquelle il n'a aucun droit, ou à retrouver le Chacal pour vivre avec lui et Gwen. Il opte pour la deuxième option. Spidercide trahit le Chacal pour Scrier. Ben se presse pour se rendre au Bugle, où le Chacal compte tuer toute la rédaction et les remplacer par des clones. Ben comprend que toute cette grande manipulation du Chacal est liée au fait qu'il croit, depuis tout ce temps, que Peter est responsable de la mort de Gwen. Peter apprend le plan de génocide du Chacal et se retourne contre lui. Il coopère avec Ben pour arrêter la bombe qui devait, depuis le toit d'un bâtiment new-yorkais, répandre le virus dans la ville. Gwen veut tuer le Chacal, qui est responsable de la mort de son mari, clone de Miles Warren. Ben et Peter demandent à Gwen de ne pas devenir une meurtrière comme le Chacal. Perdant l'équilibre, Gwen est suspendue à plusieurs dizaines de mètres au-dessus du vide ; le Chacal fonce sur elle pour la sauver, trébuche et tombe dans le vide. Toutefois, la bombe pleine de virus du Chacal se réactive ; Ben réussit à la faire exploser dans le fleuve. Le clone de Gwen décide de partir. Peter et Mary Jane se réconcilient. Peter va voir Ben. | | | | |
| Remarque | Ce numéro est précédé par SSM #227. Il trouve sa suite dans New Warriors #62, Amazing Spider-Man Super Special #1, puis Spider-Man Team-Up #1. | Ce numéro est précédé par SSM #227. Il trouve sa suite dans New Warriors #62, Amazing Spider-Man Super Special #1, puis Spider-Man Team-Up #1. | Ce numéro est précédé par SSM #227. Il trouve sa suite dans New Warriors #62, Amazing Spider-Man Super Special #1, puis Spider-Man Team-Up #1. | Ce numéro est précédé par SSM #227. Il trouve sa suite dans New Warriors #62, Amazing Spider-Man Super Special #1, puis Spider-Man Team-Up #1. |
| | | | | |

## Spider-Man: The Clone Journal
Spider-Man: The Clone Journal est un épisode en une partie, publié en mars 1995, qui récapitule les évènements de la saga du clone jusqu'aux révélations du Chacal dans Spider-Man #56.
| Numéro | Titre                                                               | Scénariste                                                                 | Dessinateur                                                                                 | Date de publication                                                 |
| --- | ------------------------------------------------------------------- | -------------------------------------------------------------------------- | ------------------------------------------------------------------------------------------- | ------------------------------------------------------------------- |
| |                                                                     |                                                                            |                                                                                             |                                                                     |
| 1 | (Puppet)                                                            | Tom DeFalco, J. M. DeMatteis, Todd Dezago, Terry Kavanagh et Howard Mackie | Mark Bagley, Robert Brown, Sal Buscema, Steven Butler, Phil Gosier, Tom Lyle et Mike Manley | Mars 1995                                                           |
| Ben Reilly rentre chez lui et se regarde dans le miroir. Il se remémore tous les évènements qui ont mené à sa situation présente. |                                                                     |                                                                            |                                                                                             |                                                                     |
| Remarque | Ce numéro est précédé par SM #56. Il trouve sa suite dans SSM #222. | Ce numéro est précédé par SM #56. Il trouve sa suite dans SSM #222.        | Ce numéro est précédé par SM #56. Il trouve sa suite dans SSM #222.                         | Ce numéro est précédé par SM #56. Il trouve sa suite dans SSM #222. |
| |                                                                     |                                                                            |                                                                                             |                                                                     |

## Spider-Man: The Jackal Files
Spider-Man: The Jackal Files est un épisode en une partie, publié en juillet 1995. Il sert à introduire le personnage de Spidercide.
| Numéro | Scénariste                                                                    | Dessinateur | Date de publication                                                           |
| --- | ----------------------------------------------------------------------------- | --- | ----------------------------------------------------------------------------- |
| |                                                                               | |                                                                               |
| 1 | Todd Dezago                                                                   | Mark Buckingham, George Pérez, Patrick Zircher, Dan Lawlis, Joe St. Pierre, Guy Dordon, Michael Bair, Jordan Raskin, Roger Robinson, Liam Sharp et Pat Olliffe | Juillet 1995                                                                  |
| Le Chacal télécharge des connaissances dans le cerveau du nouveau Peter Parker qui l'a rejoint dans son laboratoire. Il lui présente Peter, Mary Jane, ainsi que Gwen, Venom, et tous les ennemis que Peter a rencontrés. Ce nouveau Peter est baptisé Spidercide, et est programmé pour tuer le vrai Peter Parker et obéir au Chacal. |                                                                               | |                                                                               |
| Remarque | Ce numéro est précédé par SSM #226. Il trouve sa suite dans New Warriors #61. | Ce numéro est précédé par SSM #226. Il trouve sa suite dans New Warriors #61.                                                                                  | Ce numéro est précédé par SSM #226. Il trouve sa suite dans New Warriors #61. |
| |                                                                               | |                                                                               |

## Spider-Man: The Lost Years
Spider-Man: The Lost Years est une série courte qui raconte l'histoire du clone de Spider-Man, Ben Reilly, avant que la saga du clone ne commence.
| Numéro | Scénariste      | Dessinateur     | Date de publication |
| --- | --------------- | --------------- | ------------------- |
| |                 |                 |                     |
| #0 | Terry Kavanagh  | Steven Butler   | Janvier 1996        |
| Le numéro #0 est une réédition des premiers numéros de la saga du clone. |                 |                 |                     |
| |                 |                 |                     |
| 1 | J. M. DeMatteis | John Romita Jr. | Juin 1995           |
| Ben Reilly a voyagé à travers le monde, de Singapour à San Francisco, et a décidé de faire sa vie à Salt Like City, où il essaie d'aider les gens. Il y est recruté comme assistant d'un professeur de science à l'université de la ville. Il rencontre Janine, une serveuse dans un diner du centre ville. Kaine, un clone imparfait de Peter, a traqué Ben jusqu'à Salt Like City. Il rencontre Louise Kennedy, une commissaire de police.                                           |                 |                 |                     |
| |                 |                 |                     |
| 2 | J. M. DeMatteis | John Romita Jr. | Septembre 1995      |
| Ben se sent obligé de sauver un des collègues de Janine, commissaire de la police de la ville, des mains d'un groupe mafieux. Mais Ben souhaite se consacrer à la science, car son premier cours en tant qu'assistant professeur le confirme dans son ambition. Il invite Janine à dîner, et ils se mettent en couple ; Ben pense n'avoir jamais connu quoi que ce soit se rapprochant de cette relation, « ni avec Mary Jane, ni même avec Gwen ». Kaine attaque Ben pendant la nuit. |                 |                 |                     |
| |                 |                 |                     |
| 3 | J. M. DeMatteis | John Romita Jr. | Octobre 1995        |
| Blessé, Ben se rend chez Janine, qui s'apprêtait à quitter la ville. Elle lui explique que, violée par son père pendant des années, elle l'a un jour tué. Depuis, elle change de ville régulièrement pour ne pas être arrêtée pour meurtre. Ben lui révèle son identité et ils partent en moto. Arrivés sur une montagne, Kaine attaque Ben tandis que Louise Kennedy arrive. Kaine tue Louise, et Ben et Janine s'échappent ensemble.                                                 |                 |                 |                     |

## Planet of the Symbiotes
Planet of the Symbiotes est une série limitée, en cinq numéros, parue en 1995. Elle s'insère nécessairement après Amazing Spider-Man #400. Elle a été publiée dans des numéros annexes aux cinq séries principales sur l'Homme-Araignée publiées à cette époque, en adjoignant l'expression « super special » au titre du magazine (Amazing Spider-Man Super Special, Spider-Man Super Special, etc.), en y ajoutant le magazine Venom, qui était à l'époque consacré au personnage homonyme.
| Numéro | Titre | Scénariste | Dessinateur | Date de publication |
| --- | --- | --- | --- | --- |
| | | | | |
| 1 | | | | Juin 1995 |
| | (The Far Cry) | David Michelinie | Dave Hoover | |
| Eddie Brock s'inquiète de l'influence que le symbiote a montré à son égard (lors des évènements de Separation Anxiety). Alors que Spider-Man se bat contre un gang de néo-luddites qui veulent détruire des machines, Venom arrive ; l'Araignée se rend compte de son conflit intérieur et l'utilise pour provoquer la séparation d'Eddie Brock et du symbiote. Ce dernier communique avec d'autres symbiotes dans la galaxie et les fait venir sur Terre. | | | | |
| | (Street Fear) | Eric Fein | John Calimee | |
| Oliver Osnick décide de reprendre son costume de Steel Spider pour travailler dans un cirque. Le Maître de la Vengeance arrive, et Steel Spider doit le vaincre pour protéger sa petite-amie, Jane. | | | | |
| | (Ghosts) | Terry Kavanagh | Mike Lackey | |
| Ben Reilly se rend sur la tombe de tante May pour faire son deuil. Il rend ensuite visite à sa voisine, Gabrielle Greer. Elle trouve dans les journaux une annonce de poste à pourvoir comme assistant de laboratoire. Ben se rend à l'entretien d'embauche le lendemain, et fait face à des malfrats. | | | | |
| | | | | |
| 2 | | | | Juillet 1995 |
| | (Lurkers) | David Michelinie | Joe St. Pierre | |
| Peter récupère le pistolet sonique que Reed Richards avait utilisé pour lutter contre le symbiote. Ben et Peter coopèrent pour lutter contre l'invasion de symbiotes. Ils vont à la rencontre d'une douzaine d'entre eux, qui ont ouvert un portail sur la galaxie dans Central Park pour faire affluer plus de symbiotes encore sur Terre. | | | | |
| | ('Till Death do us Part) | Darick Robertson | Darick Robertson | |
| Un couple en train de rompre est attaqué par un gang dans une sombre ruelle de New York. Spider-Man les sauve. | | | | |
| | (Survive and Conquer) | Terry Kavanagh | Tod Smith | |
| Une étrange créature ressemblant à un lézard est découverte à New York. | | | | |
| | | | | |
| 3 | | | | |
| | (Monsterworld) | David Michelinie | Kyle Hotz | |
| Eddie, Peter et Ben entrent dans le portail que les symbiotes ont ouvert à Central Park, et se retrouvent dans une sorte de laboratoire scientifique dans l'espace, qui est dirigé par des symbiotes. Peter propose à Eddie de redevenir Venom pour se débarrasser des symbiotes. Venom se rend compte que les symbiotes sont en quête d'une nouvelle planète à coloniser, et qu'ils comptent s'installer sur Terre.                                       | | | | |
| | (Things Undreamt Of...) | Dan Slott | Mark Bagley | |
| Cette histoire se déroule pendant les évènements d'ASM #256. A cette époque, Peter ne sait pas que le symbiote l'utilise pendant la nuit. Alors qu'elle le croise sur une scène de crime, la capitaine DeWolff dit à l'Araignée à quel point elle l'apprécie. Des années après, Peter se rend sur la tombe de sa tante, et repasse devant la tombe de DeWolff.                                                                                             | | | | |
| | (Creatures on the Loose) | Terry Kavanagh | Kevin West | |
| Ben Reilly se rend compte que sa présence en tant que Scarlet Spider est devenue si habituelle pour les New-yorkais que les médias n'en parlent presque plus. Il dîne avec sa voisine, Gabrielle. Pendant ce temps, le Lézard est de retour en ville. Le professeur pour lequel Ben est assistant organise une soirée chez lui, et Ben invite Gabrielle. Ils y croisent Martha Connors, l'ancienne femme de Curtis Connors. Le Lézard arrive à la fête.    | | | | |
| | | | | |
| 4 | | | | Septembre 1995 |
| | (Invasion) | David Michelinie | Darick Robertson | |
| L'invasion des symbiotes sur Terre a commencé. Spider-Man propose que Venom, qui a fait venir les symbiotes sur Terre en premier lieu, inverse le portail afin de faire quitter la planète aux symbiotes et les renvoyer dans l'espace. Le plan n'a pas le temps d'être mis à exécution que Carnage est libéré de son hôpital psychiatrique. | | | | |
| | (The Cycle of Life) | Stan Lee | Darick Robertson | |
| Un soir, Peter et Mary Jane retournent sur la tombe de May. Deux malfrats les attaquent, mais Peter s'en débarrasse sans souci. Il raconte à sa femme son enfance en école primaire et la vie qu'il vivait avec son oncle et sa tante. | | | | |
| | (Party Monster) | Terry Kavanagh | Claude St. Aubin | |
| Le Lézard attaque les invités de la soirée, dont Gabrielle. Ben enfile son costume et intervient. Le Lézard est chassé, et il réussit à s'enfuir. Scarlet Spider se rend chez les Connors pour apporter son soutien à Martha, mais décide finalement de ne pas se montrer. | | | | |
| | | | | |
| 5 | | | | Octobre 1995 |
| | (Mortal Victory) | David Michelinie | Steve Lightle | |
| Spider-Man et Scarlet Spider mettent en place un plan pour que Venom entre en communication avec la communauté des symbiotes et les fasse tomber dans un coma. Venom réussit à faire en sorte que les symbiotes se donnent la mort et se réduisent en poussière. Carnage est récupéré par l'asile, qui le met à nouveau en isolement. | | | | |
| | (Where Monsters Dwell) | Terry Kavanagh | Roger Robinson | |
| Ben est déçu d'apprendre que Gabrielle s'est rapprochée d'Armstrong, qui l'a protégée lors de la soirée où le Lézard avait attaqué les convives. Le Lézard attaque l'hôpital où Ben travaille. | | | | |
| | (Cats & Robbers) | Karl Kesel | Patrick Zircher | |
| La Chatte noire a appris qu'un grand restaurant new-yorkais, où elle allait jadis manger avec Peter puis avec Flash, devrait être cambriolé le soir même. Elle s'y rend pour monter la garde. | | | | |
| Remarque | Ce numéro finit l'arc narratif de la planète des symbiotes. La prochaine histoire chronologiquement se trouve dans New Warriors #61. | Ce numéro finit l'arc narratif de la planète des symbiotes. La prochaine histoire chronologiquement se trouve dans New Warriors #61. | Ce numéro finit l'arc narratif de la planète des symbiotes. La prochaine histoire chronologiquement se trouve dans New Warriors #61. | Ce numéro finit l'arc narratif de la planète des symbiotes. La prochaine histoire chronologiquement se trouve dans New Warriors #61. |

## Spider-Man: The Parker Years
Spider-Man: The Parker Years est une histoire en une partie qui fait le pont entre la première partie de la saga du clone, et la seconde, où Ben Reilly reprend le costume de Peter.
| Numéro | Scénariste | Dessinateur | Date de publication |
| --- | --- | --- | --- |
| | | | |
| 1 | Evan Skolnick | Joe St. Pierre | Novembre 1995 |
| Sur le toit de son appartement, Peter brûle des souvenirs. Il se remémore sa première confrontation avec le Vautour et l'Homme-Sable après qu'il eut jeté ce qu'il pensait être le clone dans la cheminée industrielle, ainsi que plusieurs de ses confrontations ultérieures. Mary Jane lui remonte le moral et commence à ranger l'appartement pour déménager. Peter renonce à brûler son costume. | | | |
| Remarque | Ce numéro commence la deuxième partie de la saga du clone. Il est précédé par Spectacular Spider-Man #229. Il trouve sa suite dans New Warriors #65. | Ce numéro commence la deuxième partie de la saga du clone. Il est précédé par Spectacular Spider-Man #229. Il trouve sa suite dans New Warriors #65. | Ce numéro commence la deuxième partie de la saga du clone. Il est précédé par Spectacular Spider-Man #229. Il trouve sa suite dans New Warriors #65. |
| | | | |

- Cet article est partiellement ou en totalité issu de l'article intitulé « Liste des épisodes de Spider-Man » (voir la liste des auteurs).